# Post-britpop
Post-britpop là một tiểu thể loại alternative rock và là thời kì sau của dòng nhạc britpop vào cuối thập niên 1990 và đầu thập niên 2000, khi giới truyền thông đang nhận biết một "thế hệ mới" hoặc "làn sóng thứ hai" của những ban nhạc guitar chịu ảnh hưởng từ các nghệ sĩ như Pulp, Oasis và Blur, nhưng mang ít mối lo ngại của người Anh công khai hơn trong ca từ và sử dụng nhiều hơn chất liệu ảnh hưởng từ indie và rock của Mỹ, cũng như nhạc thể nghiệm. Những ban nhạc ở thời kì post-britpop đã khẳng định chỗ đứng của mình, nhưng trở nên nổi bật hơn sau sự xuống dốc của britpop, chẳng hạn như The Verve và Radiohead. Những nghệ sĩ mới như Travis, Stereophonics, Feeder và đặc biệt là Coldplay còn giành sự thành công toàn cầu lớn hơn so với các ban nhạc britpop tiền thân của họ, và là một trong số những nghệ sĩ thành công thương mại nhất vào cuối thập niên 1990 và đầu thập niên 2000.